# Loma de Metate
 Loma de Metate es un poblado que está situado en el municipio de San Juan Tamazola, a 2329 metros de altitud.

## Población
Según el censo de población de INEGI del 2010 la comunidad cuenta con una población total de 7 habitantes.